# ائیرینیم خوارنو
اَئیریَنیم خوارِنو در اشتاد یشت اوستا، این نام به‌معنای فر ایرانی آمده است. معمولاً در اوستا، از دو فر یاد شده است؛ یکی فر ایرانی و دیگری فر کیانی. در اشتاد یشت آمده که فر ایرانی از «ستور و رمه و ثروت و شکوه برخوردار، و بخشندهٔ خرد و دانش و دولت و درهم‌شکنندهٔ غیر ایرانی است.»